# Tizona

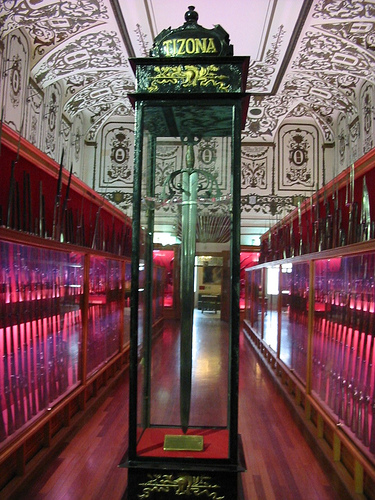
Das Schwert Tizona im Armeemuseum von Madrid

Tizona ist eines von zwei bis heute erhaltenen Schwertern (das zweite heißt Colada), die der Überlieferung zufolge von Rodrigo Díaz de Vivar (1043–1099), genannt El Cid Campeador, im Kampf benutzt wurden. Es gilt heute als nationales Kulturgut Spaniens und war lange Jahre im Armeemuseum in Madrid ausgestellt. Im Mai 2007 wurde es für 1,6 Mio. Euro von der Stadt Burgos erworben und kann heute im Stadtmuseum von Burgos (Museo de Burgos) besichtigt werden.

## Legende
Tizona wurde der Legende nach im Kampf von einem maurischen Hauptmann namens Malik Bukar erbeutet. Das mittelalterliche Heldenepos über den Cid berichtet, er habe das Schwert später dem Gatten seiner Tochter als Hochzeitsgeschenk überreicht. Nachdem dieser die junge Frau misshandelt hatte und von seinem Schwiegervater im Gerichtskampf erschlagen worden war, habe es der Cid wieder an sich genommen und später seinem Neffen Pedro Bermúdez geschenkt.

## Beschreibung
Das Schwert ist 103 cm lang und 1,1 kg schwer, die Klinge allein misst in der Länge 78,5 cm und ist 4,5 cm breit. Traditionell wird angenommen, Tizona sei in Córdoba geschmiedet worden. Die Klinge enthält aber auch eine beträchtliche Menge Damaszener Stahl. Nach dem Gutachten der Universität Complutense Madrid stammt das Schwert aus der Zeit des Cid und ist von hoher Qualität. Allerdings wurde das Griffstück in der Zeit der Katholischen Könige durch einen Schwertgriff im Renaissancestil ersetzt.
Das Schwert hat zwei Inschriften. Die erste Inschrift lautet:
IO SOI TISONA FUE FECHA EN LA ERA DE MILE QUARENTA
In mittelalterlichem Spanisch (Altkastilisch) heißt das: „Ich bin Tizona, gemacht im Jahr 1040.“
Die Jahresangabe bezieht sich allerdings (wie praktisch alle christlichen mittelalterlichen Quellen in Spanien) auf die Zeitrechnung der Spanischen Ära, das bedeutet, die Herstellung des Schwertes müsste auf das Jahr 1002 unserer Zeitrechnung datiert werden.
Die zweite Inschrift lautet:
AVE MARIA ~ GRATIA PLENA ~ DOMINUS TECUM
Auf Latein bedeutet das: „Gegrüßet seist Du, Maria, voll der Gnade, der Herr ist mit Dir“ (Beginn des katholischen Ave Maria).